# Дохристиянські вірування германців
Дохристиянські вірування германців відображали релігійні ритуали та міфологічні уявлення про навколишній світ, що подекуди були спільними для розрізнених племен. Сформовані до I століття та характерні до IX, коли сакси, останні з континентальних германських племен, прийняли християнство. Під час зміни релігії традиційні вірування зазнавали переслідувань і, врешті-решт, занепали. Відродження інтересу до германської історії, а також прадавніх вірувань, відбулося у XIX столітті. Одну з головних ролей в цьому відіграв видатний дослідник германського фольклору Якоб Грімм, на думку якого формування вірувань у германців, а разом з тим організованої системи пантеону богів, стало однією з передумов для об'єднання племен.
Тривалий час вчені та історики включали в скандинавську міфологію й германський пантеон богів (і ритуали також), применшувавши таким чином значущість та самобутність германської культури. Вважалося, що у германських племен взагалі не існувало ніяких богів, а релігійність полягала лише у відправленні примітивних обрядів вшановування природних явищ. Завдяки роботі Якоба Грімма стало відомо, що формування скандинавської й германської міфології відбувались паралельно, а міфологічна основа для кожної стала окремою. Однією з головних причин занепаду міфології стала християнізація германських племен. Оскільки останні мало вели записи, а переважно передавали інформацію та знання усно, роботи священників та літописців могли б бути єдиними джерелами про германську міфологію та обрядовість. Однак вони свідомо уникали згадок про богів, ритуальну обрядовість та міфологію, щоби не поширювати докладні описи ідолопоклонництва. Пантеон германських богів зведений під спільну назву «дияволи» або «демони» та зазнав переслідувань.
Релігійні культи германських племен залишили в історії важливий слід нарівні з римською та давньогрецькою, кельтською, слов'янською, фінською міфологіями, прадавнє коріння яких має певну схожість. На думку Грімма, спільні риси настільки незначні, що говорити про будь-яку єдність не має сенсу. Навіть грецька й римська культура, при всій своїй схожості, не тотожні одна одній, що, своєю чергою, дозволяє говорити й про відсутність значного впливу римлян на германські вірування та міфологічний світогляд. Таким чином, мова йде про автентичну міфологічну свідомість, або про міфологічний тип свідомості, який є сутністю прадавнього світосприйняття германських племен.
Готи стали першим плем'ям серед германців, що прийняли християнство, й трапилося це в другій половині IV століття. Після цього нова релігія поширилась серед бургундів та франків, англосаксів й поступово перейшла на решту германських племен. Пізніше за всіх, у IX столітті, християнство прийняли сакси. Проте на практиці народи та племена на місцях зберігали прадавні вірування у своїх легендах, переказах та традиціях. Зв'язок з прадавніми віруваннями зберігався досить міцний і це змусило християнську церкву йти на поступки. Вони виражалися, наприклад, в узаконенні деяких обрядів, яким надавали християнський зовнішній вигляд та сенс. Пережитки традиційних вірувань збереглися у фольклорі німецького народу, до прикладу, в міфах про тролів, гномів, ундин та різноманітних чудовиськ
Як наслідок, з I століття нашої ери власна релігія та міфологія континентальних германських племен ще мала досить широке поширення, але через десять або дванадцять століть вони найкраще збереглися лише у скандинавських племен. Саме на півночі Європи прадавня релігія та міфологія найдовше не зазнавала впливу християнізації.

## Опис

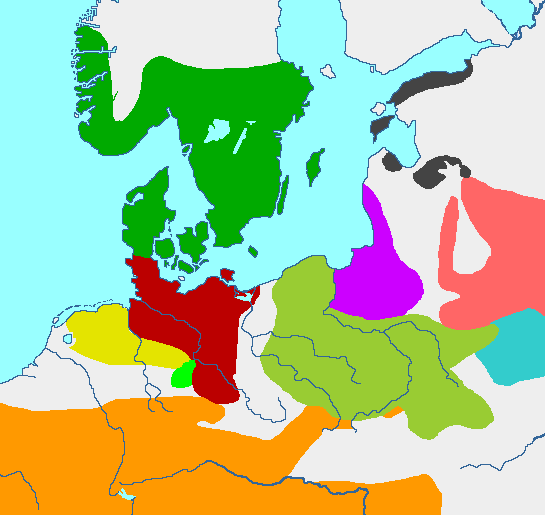
Різновиди культур в дохристиянські часи
культура північних племен
естонсько-балтійська
ясторфська
гарпштедт-нінбурзька
поморська
культура скриньових поховань
кельтська
західно-балтійська
східно-балтійська
милоградська

У ІІІ — ІІ тисячолітті до н. е. індоєвропейські племена заселили Північну Європу, акваторію Північного і Балтійського морів, де до цього мешкали інші народи. Прибульці асимілювали автохтонів, внаслідок чого, як припускають, з'явилися спільноти, що стали основою для прадавніх германців. Принесена мова і культура змішалися з місцевими, результатом чого стала поява нового світогляду й міфології, відомих як германські.

### Дохристиянський період
На основі всіх проведених до нашого часу археологічних розкопок та досліджень найдавнішою відомою культурою, яку впевнено пов'язують з германськими племенами, більшість фахівців вважають — ясторфську. Її відкриття Густавом Швантезом дозволило говорити про те, що від 759 року до нашої ери (за іншими джерелами — 600—300 рік до нашої ери) відбувається процес становлення власної культури германців, відмінної від інших племен. Сліди її виникнення простежуються в низинах річок Везера й Ельби, Шлезвіг-Гольштейну, на півдні Ютландії, Альтмарку, Мекленбурзьке поозер'я. Попри вплив сусідніх племен, а саме кельтської, гальштатської та латенської культури, вченим вдалося відділити германців від, наприклад, кельтів. Археологічні знахідки дають незначні, але важливі відомості про релігійний світ германців. В їхній уяві навколишнє й природні сили є об'єктами шанування, що виражалось у жертвоприношеннях. Племена мали свої культові місця, як у кожному окремому поселенні, так і загальношановані, розташовані на височинах, лісових галявинах, берегах озер і боліт. Характерно, що германці не будували великих культових споруд на кшталт храму. Знайдені численні амулети й орнаменти на предметах (хрести, спіралі й тому подібне) свідчать про розвинені магічні ритуали.
Відомості, доступні в наш час, отримані завдяки розрізненній, несистематизованій роботі істориків та дослідників від часів до нашої ери й до Відродження. Давньогрецький філософ  Посідоній —перший і свого роду головний дослідник, що відділив від скіфів і сарматів особливий етнос та дав йому назву «германці». Ще в першій половині I століття до н.е. він почав збирати й систематизувати відомості про племена, які згодом об'єднали спільною назвою — «германський народ». Посідоній в останні роки свого життя був сучасником військових кампаній Юлія Цезаря. Останній не тільки черпав відомості про германців у грека, але й мав власний досвід описування його в творах.
Перші задокументовані відомості про взаємодію германських племен й римлян датуються II століття до нашої ери. Такі історики, мандрівники та торговці як Піфей з Массалії, Полібій, Тіт Лівій у своїх записах приводили не тільки перші згадки про північні племена, а й про їхні набіги на територію Римської імперії.
З першого століття нашої ери також з'являються більш докладні відомості про побут та заняття германців, але майже нічого про релігію та світогляд. У цей час історики Страбон та Плутарх описують германців, як не здатних до ведення осілого образу життя з притаманним йому землеробством та скотарством. Як висновок, формується образ диких кочівників, які через свою войовничість здатні лише до ведення війни та служби найманцями (до прикладу у військах Персея Македонського). Надалі германські племена здійснювали набіги на Римську імперію й останні, приблизно з 100 року до нашої ери, почали переходити в повномасштабний контрнаступ. У цей час Гай Юлій Цезар не тільки успішно відвойовував території у германців, а й докладно описував ворожі племена у своїй праці — «Записки про Гальську війну». Після походу Германіка Юлія Цезаря Клавдіана римляни перейшли від завойовницьких кампаній до оборони та укріплення зайнятих територій. Далі була побудована мережа фортифікаційних споруд на території сучасної південно-західної Німеччини та відбулося переселення майже 100 тисяч військових зі сім'ями та колоністами. За таких обставин германські племена опинилися затиснутими по лівому березі Рейну кельтами, а на схід від вказаної річки новими сусідами, які піддали їх значній романізації. Після цього більш детальні відомості про побут, звичаї та, найголовніше, вірування германських племен почали з'являтися частіше. В першу чергу завдяки солдатам, які поверталися зі служби на територіях, прилеглих до германців. Один з них, а саме Пліній Старший, не тільки захищав римські кордони Нижньої та Верхньої Германії, але й збирав відомості про ворожі племена, які виклав у своїй праці — «Природнича історія». Тацит, на відміну від Плінія Старшого, військову службу не проходив, однак, збираючи відомості, ймовірно від полководців та мандрівників, написав трактат про побут, звичаї, вірування германських племен — «Германія».
Приблизно з середини першого й до початку третього століття тривав процес інтенсивного господарського й культурного впливу римлян на племена, що перебували на територіях по обидва береги Рейну, узбережжі Північного моря, Західної Німеччини з великими центрами в Кельні та Трірі. Цей час характеризувався відносно мирним співіснуванням й відіграв вагому роль в суспільному та культурному розвитку континентальних германських племен. Зворотною стороною цього процесу стала широка романізація, що призвела до заміни існуючого світогляду та обрядовості на манір римського. Тацит у своїх творах згадує про германські обрядові пісні, магічні формули й заклинання, загадки, сказання, а також пісні, що супроводжували трудові процеси. Широко поширеними стали пам'ятники релігійної культури, які згодом знищено під час християнізації. Римський історик описував поширений серед германців культ шанування Геркулеса, якого воїни прославляли піснями, вирушаючи в бій. Подальші дослідження й реконструкції дали змогу зрозуміти, що названим на римську манеру германський бог грому і родючості — Тунар (Донар).

### Християнський період
Християнізація германських племен була досить довгим процесом. З початку поширення нової релігії на їхні землі частина германців відкрито виступали проти, інша частина, з часом, стала сповідувати нікейську ортодоксію (католицизму), а деякі — аріанство. Римська влада не звертала особливої уваги на аріанське віросповідання серед найманців-германців в імператорських легіонах.
Готи стали першим плем'ям серед германців, які прийняли християнство (у формі аріанства). Вони також активно поширювали нову релігію, особливо серед  вандалів, гепідів, ругів, герулів, скирів, бургундів, свевів і лангобардів. За підтримки імператора Валента була розгорнута широка місіонерська діяльність, де найвідомішим став священник Ульфіла. Певною особливістю було те, що нова релігія спочатку отримала розповсюдження серед простого народу, в той час, як панівна верхівка довгий час залишалася вірна язичницьким віруванням. Завдяки аріанській формі християнізації готам було дозволено зберегти свою культуру, церковні церемонії проводити готською мовою й навіть отримати переклад Біблії. Однак не всі з них добровільно перейняли нову релігію. Найвідомішим противником християнства був король Атанаріх, який переслідував новонавернених готів за їх відмову приносити жертви язичницьким богам[16][16][1].
Кардинальні зміни для західних германських племен відбулися за часів Хлодвіга, який прийняв нікейську ортодоксію та всіляко боровся з прибічниками аріанства. У VI столітті аріанство серед франків, готів та бургундів поступово зникає, хоча язичників, особливо на півночі континентальної Європи, було більш ніж достатньо. В цей час на сході Європи ситуація була зовсім іншою. Серед баварців, тюрингів, алеманів на тлі домінуючого язичництва існували невеликі громади, що сповідували аріанство. З VII по VIII століття, в період правління так званих «лінивих королів», християнізація германських племен мала поверхневий характер, який зводився до навернення окремих знатних родин і досить рідкісних випадків насильницького хрещення населення.
На території підконтрольній представникам династії Меровінгів племена (алемани, вестготи, тюринги, бавари, бургунди та інші) втрачали самостійність не тільки господарську, але й релігійну. На початковому етапі християнізація племен була поверхневою, подекуди їм дозволялося продовжувати шанувати власних божеств, які вважалися захисниками поселень. Однак, культові місця для проведення обрядів, що розміщувалися в центрі цих поселень, почали замінювати каплицями.
Наприкінці VI століття до навернення германських язичників приєдналися ірландські місіонери, які були прихильниками суворого бенедиктинському статуту (тяжка праця, грамотність, релігійні подвиги). Їх поява призвела до конфліктів не тільки з язичницьким населенням, але й міським духівництвом. В 585 році свою місію в регіоні Вогези розпочав святий Колумбан, який під заступництвом короля Гунтрамна заснував монастир в Люксеї й звідти місіонери просувалися на землі внутрішньої Німеччини. Завдяки своїй фанатичності в питаннях віри, Колумбан швидко зіпсував відносини з гальським духовенством, бургундською знаттю та здобув неприязнь серед алеманів. Врешті-решт він був змушений рятуватися втечею. В цілому діяльність ірландських місіонерів, що проповідували у верхів'ях Рейну та Дунаю, не принесла бажаного результату. Їх замінили англосакси, що стали новими місіонерами на територіях германських племен. З часом вони досягли поставлених цілей завдяки підтримці представників Каролінгської династії. Християнізація німецьких земель, що проводилася латинською мовою, перешкоджала розвитку власної, германської писемної культури.
Зовнішня політика Карла I Великого відносно германських племен характеризувалася не тільки завойовницькими походами, але й примусовою християнізацією. Підкорювання аламанів, франків, баварів та інших племен велися під гаслом навернення язичників до нової релігії. В 772 році війська під проводом Карла I Великого вдерлися на землі саксів, розорили одну з найважливіших фортець Ересбург та зруйнували загальносаксонське святилище Ірмінсуль з віковічним деревом. У відповідь в 774 році об'єднані війська саксів зруйнували церкви та монастирі на території Гессена та Фрисландії. Наступного року Карл I Великий завдав тяжкого удару саксам й частина саксонської знаті не тільки прийняла мир на його умовах, але й присягнула на вірність та масово хрестилася. Однак, інша частина саксонців, на чолі з Відукіндом, відмовлялася визнавати владу Карла I Великого й досить довгий час організовувала повстання, руйнували церкви, відновлювали язичницькі традиції. У відповідь, щодо них, проводилися каральні військові походи з примушуванням присягнути на вірність та масовим хрещенням. Згодом Карл I Великий видав «Капітулярій у справах Саксонії», що юридично забороняв відправлення язичницьких обрядів, та гарантував верховенство християнської віри. Щоб продемонструвати серйозність своїх намірів в 782 році за його наказом була проведена масова страта повсталих язичників, приблизно 4500 тисяч осіб, яка увійшла в історію, як — Верденська різня (англ. Massacre of Verden, нім. Blutgericht von Verden).

### Відродження інтересу у ХІХ ст.
Значний інтерес й поширення дослідження германістики відбувається за часів письменників-романтиків і романтичного руху за відродження національної німецької культури у ХІХ столітті. Саме тоді зацікавленість до народної творчості, фольклору, міфології німецького народу розпочали відроджувати Якоб і Вільгельм Грімм, Клеменс Брентано, Людвіг Тік та багато інших. Найважливішим результатом їхньої діяльності стала поява великих збірок північнонімецьких оповідань, легенд, повір'їв, казок, зібраних на території земель Шлезвіг-Гольштейну, Мекленбургу, Померанії, Тюрінгії. Ґрунтуючись на іменах прадавніх германських богів (особливо Вотана), сюжетах і персонажах німецької міфології (карлики, велетні, перевертні, злі духи, домовики, русалки, відьми), дослідники прагнули довести первісну спільність вірувань Північної Німеччини з Центральною та Західною. Разом з тим вони намагаються відокремитися від фольклору загальноєвропейського походження та, певною мірою, схожості зі слов'янськими віруваннями. Новий поштовх цьому процесу надала книга Якоба Грімма — «Німецька міфологія». Довгий час історики, письменники та філологи вживали різні назви: англійці називали тевтонською міфологією; данці, особливо в особі Расмуса Раска, — готською. Надалі Грімм, залежний від авторитетності Раска, під впливом критики в рецензіях змушений відмовитися використовувати терміни як «thiotisch» та «germanisch» й започаткувати позначення всього німецького єдиним словом — «deutsch».
Згідно з Якобом Гріммом, попередні дослідники відзначали, що при розгляді германської міфології скандинавська використовується як з'вязуюча, а не як основа. Хоча скандинавська інтерпретація богів багато в чому прояснює та доповнює германських, проте, в цілому, вони відрізняються. Грімм наголошував, що беручи за основу трактування з точки зору скандинавської міфології, німецьку самобутність залишають в тіні. Він підкреслював, що від германських племен до сучасності не дійшли твори на кшталт «Едди». Причиною цьому став, імовірно, процес християнізація, коли жоден зі стародавніх авторів не намагався зібрати докупи всі доступні на той час відомості про первісні вірування та міфологію. Навіть навпаки, отримуючи церковну освіту, вони активно позбавлялися останніх слідів прадавньої віри, не намагаючись зберегти історичні фольклорні надбання. Грімм зазначав, що такі історики, як Йордан та Павло, за часів яких ще існувало безліч відомостей, у своїх творах вельми обмежено користуються міфологічним матеріалом. Усе це призвело до того, що з VII по XI століття германська міфологія та обрядовість зазнали значного занепаду, а на перший план, з часом, вийшли скандинавські вірування. Середньоверхньонімецьким поетам дохристиянські вірування вже здавалися чужими та такими, що не заслуговують на увагу. Все, що вони могли несвідомо запозичити та передати у своїх творах, бралося або з подекуди присутніх старовинних поетичних форм, або від усної народної творчості.
Дослідження в області етнографії, історії та фольклористики отримали новий імпульс в 30-х роках XX століття. Однак, з приходом до влади націонал-соціалістів, цей процес почав мати пропагандистський характер. Перед тогочасними дослідниками свідомо ставили завдання створити та довести спільність фольклору між всіма землями Рейху, заперечуючи таким чином їх самобутність. Засновник та перший керівник Аненербе Герман Вірт називав це явище — «нордичним пробудженням» (нім. das nordische Erwachen).

## Світогляд

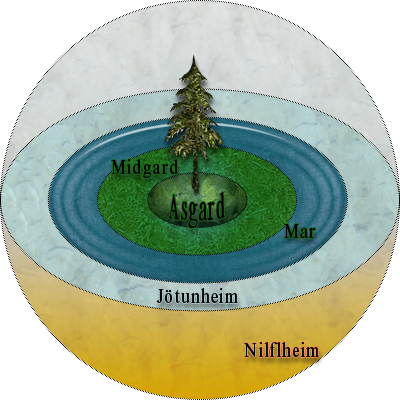
Уявлення про навколишній світ у германських племен.

За світоглядом германських племен до створення неба і землі вже існувала велика безодня, яку називали «gap». У повному значенні вираз «gap ginnûnga» (безодня безодень) відповідає грецькому аналогу «χάος» (безодня, темрява). Додатково словом «ginnûngagap» також називали туманний світ, з глибини якого зародилося все суще. Навколо цього розташовувався замикальний та огороджуючий світ Гель, який мав й іншу назву — Niflhel (туманний Гель). Попри враження уявної відсутності життя у порожнинах цієї безодні існували два протилежні полюси: «muspell» (вогонь) на півдні та «nifl» (туман) на півночі. Надалі з Муспельгейма зародилося світло та тепло, а з Ніфльгейму — темрява та холод. Посеред цих протилежностей протікало джерело Гвергельмир (Hvergelmir), з якого брали початок дванадцять річок, що мали одну назву для всіх — «elivâgar» (крижані хвилі). Вони несли в своїх водах частини вогню (життя) й віддаляючись від джерела — застигали й становились нерухомою кригою. Однак, з часом тепле повітря з Муспельгейма розтопило кригу й з річок зародилася істота, яка мала назву Імір або Ергельмір. Він є перша жива істота, злий велетень. Від теплого вітру він спітнів та заснув й під його лівою рукою виросли чоловік і жінка, в той час, як одна його нога зачала від іншої шестиголовим сина, який став пращуром різного роду велетнів. Подальше танення криги призвело до появи корови Аудумбла з вимені якої потекли чотири потоки молока, якими годувався Імір. Тварина почала лизати солоні брили криги й за три дні вилизала людину — Бурі. Його син Бр (Бор) забрав собі Бестлу, доньку велетня Бьольторна. У пари народилися троє синів: Вотан, Вілі і Ве, які згодом вбили Іміра. З його ран витекло так багато крові, що потонули всі велетні, крім одного, Бергелміра (Bergelmir). Разом зі своєю дружиною він започаткував новий рід молодих велетнів. З крові Іміра створили море та воду, з тіла — землю, а від зубів та зламаних кісток — скелі. З черепа створено небо, а вогняні іскри з Муспельгейму, що до того вільно літали, закріплені на небесах. Мозок став основою для появи хмар. Варто наголосити, що за уяви германських племен Земля мала форму кулі. На земних просторах існувало глибоке море. На його берегах жили велетні, які захищали внутрішні землі від велетнів. Брови Іміра послугували будівельним матеріалом при будівництві фортеці Мідґард. Закінчивши з цим сини Бора вирушили на морський берег, де знайшли два дерева, з яких вони створили двох людей: Аскр (Askr — «ясен») і Ембла (Embla — «верба»). Вотан наділив їх душею та життям, Вілі — розумом і дотиком, Ве — виглядом, мовою, слухом і зором. У цій системі світогляду боги існували не споконвічно — перший з них народжується в безодні не першим, а після велетня. Вважалося, що буття богів має як початок, так і кінець. Цікавою особливістю в уяві давніх германців є самоідентичність. Як вже стало відомим саме тіло Іміра послугувало основою для створення світу. Після його смерті в тілі завелися черв'яки, які згодом стали «цвергами» (гномами), а люди з'явилися від двох дерев на морському березі. Саме боги наділили останніх диханням і повноцінним життям. Таким чином просліджується категоричне заперечення прямих родинних стосунків між людьми й велетнями та богами.
Вищезгадана міфологема «Мідґард» стала для нас відомою завдяки текстам «Едди», «Гімну Кедмона», «Ґеліанду», «Муспіллі» та іншим. Сноррі Стурлусон систематизував доступні на той час відомості та дійшов наступного висновку. Мідґард — це область в глибині суші, оточеної океаном. На її берегах боги Аси відвели землі та розселили велетнів, а в центрі, оточені захисним муром, проживали люди. Матеріалом для будівництва стіни слугували повіки першої живої істоти на Землі, велетня — Іміра. Створення світу за германськими віруваннями не вписується в концепцію «ex nihilo» (з нічого), як це притаманно християнству, а допускало паралельне існування безодні й таких об'єктів, як Ніфльгейм та Муспельгейм. За первісним віруванням германців створення світу є актом особливої організації, огородження та упорядкування простору. Характерним для цього процесу є постійний конфлікт та боротьба між первозданним хаосом та всіма елементами всесвіту. Організація простору носить чітко побудовану структуру, де посеред світу знаходиться Мідґард, в середині нього — Асґард, а в середині останнього — поле Ідаволл з капищем.

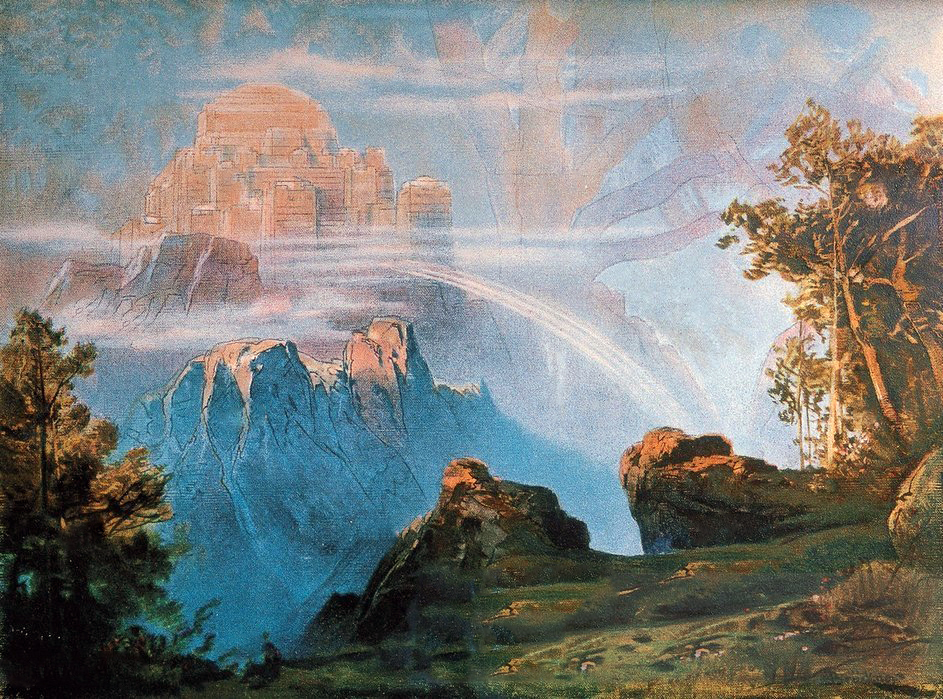
Вальгалла, картина німецького художника — (1896)

В загальному світогляді германських племен існувало два уявлення про потойбічний світ. В першому випадку це підземний світ мертвих. В другому, Вальгалла, яка стала місцем для обраних після їх смерті й розміщувалася або на землі, або вершині гори чи на небі. Вальгалла слугувала останнім притулком для загиблих воїнів, яких туди переносили Валькірії, що мали вигляд жінок в обладунках або жінок-лебедів з крилами. По прибуттю до залу наповненого світлом воїнам давали напій, що допомагав їм забути «земну біль». Після цього вони кожний день змагалися один проти одного й ті, які помирали під час битви — знову оживали. В тлумаченні дослідників цей процес пояснюється тим, що за віруваннями германців воїни навіть після смерті продовжують тренуватися, щоб стати готовими для вирішальної битви проти сил, що намагаються знищити світ. Звертає увагу той факт, що Вальгалла повністю виключає присутність жінок, а валькірії виступають лише духами-провідниками чи покровителями, а не конкубінами, як гурії в ісламі.
Фризи, одне з найдавніших германських племен, вважали, що царство мертвих знаходиться на морському дні біля острова Гельголанд. Воно мало вигляд будинку зі блискучими стінами та кришталевим дахом. Морські німфи, що проживали там, співають пісні про смерть. В германському уявленні існувало поняття пекла (нім. Hölle), яке мало визначення «прихований» (нім. verhohlen), такий, що прихований в надрах землі. Початково зміст пекла не ніс негативного характеру та не ототожнювався зі стражданням. Такого змісту це слово набуло після християнізації германських племен.
Відносна давність виникнення вірувань у германців становить перешкоду для їх об'єктивного вивчення. Середньовічні дослідники та літописці досить часто переплітали християнські сюжети з прадавніми, розмиваючи таким чином кордони між різними релігійними світоглядами. Яскравим прикладом цьому явищу слугує зміст «Молодшої Едди» Стурлусона. В ній ісландський поет, громадський діяч, а також християнин описував сюжет кінця світу начебто згідно германо-скандинавського уявлення. Всьому передує масштабна катастрофа, де дерева та все навколишнє зруйнується через тремтіння землі та гір. Після цього море затопить своїми водами суходіл, оскільки світовий змій (Йормунганд) перевернеться, полізе на берег та викличе катастрофічне явище — потоп. За цим слідували масштабна пожежа та гибель богів і Мідґарда. Згадані події досить тісно переплітаються з християнськими всесвітнім потопом, загибеллю Содома та Гоморри й Другим пришестям. Британська антрополог, фольклористка, спеціалістка з германської міфології Гільда Елліс Девідсон також ставить під сумнів об'єктивність Стурлусона. Вона наголошує на тому, що ніякої богині смерті Гель взагалі не існувало, а її постать є витвором уяви того ж Стурлусона. На її думку, він дещо персоніфікував процес смерті у вигляді жорстокої богині. Разом з тим, вчені та дослідники, як то Грімм, Леманн, Мелетинський не тільки не ставлять під сумнів існування Гелі, а й трактують її постать у двох значеннях: як «царство мертвих» та як володарку цього царства.

## Пантеон
Джерелами для дослідження прадавніх вірувань германських племен виступають наступні: археологічні пам'ятки; відомості класичних грецьких та римських письменників і дослідників; відомості християнських літописців — церковні проповіді, листи єпископів, синодальні рішення та інші. В релігії прадавніх германців беззаперечно були присутні сліди такої форми вірувань, як — тотемізм. Яскравим прикладом цьому слугують збережені назви деяких племен: херуски (від heruz — молоді олені), ебурони (від Eber — вепр). Християнські служителі у своїх записках доповідали про те, що германці шанували не тільки звірів та дерева, але й кам'яні брили, джерела та вогонь, наділяючи їх цілющими властивостями. Розвиненою була віра в численних духів, яких вбачали повсюди: духи землі — ельфи, гір та пагорбів — тролі, водоймищ — нікси, підземель — гноми. Деякі з них були ворожими до людей, я деякі допомагали та підтримували. Всі ці вірування формувалися в середовищі мисливців та воїнів, з притаманною їм небезпекою, ризиком та грізністю. Широко розповсюдженими були лікарські обряди та магічно-захистні ритуали. Германці практикували травництво, використовували замовляння, створювали амулети-оберіги.
Божества германців — це перш за все боги природи. Тацит виділяв серед них тріаду найшанованіших, однак називаючи їх римськими іменами: Меркурій, Марс, Геркулес. Дослідники розділилися в думці з приводу того, за яких богів їх вважати. На думку одних, цими богами є — Вотан, Тіваз, Донар. Інші вважають, що, ними є Вотан, Тіваз та Фрейр. За різними джерелами до нашого часу дійшли відомості про імена та характеристики багатьох богів. Кожне плем'я або народ мали ряд богів, серед яких завжди виділявся один головний: шваби називалися ціувари (слуги Ціу, що є місцевою назвою бога Ціо), фризи шанували Форсеша. Характерне явище, що княжі роди ототожнювали себе, як нащадків цих богів. Перші відомості про пантеон германських богів дійшли до нас від давньоримського історика Тацита. Наступними найавторитетнішими дослідниками єнімець Адам Бременський та ісландець Сноррі Стурлусон. Вони описували не конкретно релігійні вподобання своїх народів, а міфологію Північної Європи взагалі, об'єднуючи її в узагальнену германо-скандинавську міфологію. Негативною стороною цього стало те, що почало формуватися переконання про те, що весь пантеон германців складався з трьох-чотирьох богів. Саме тому найзгадуванішими стали двоє: бог бурі Вотан (в рамках скандинавської міфології — Одін) та бог грому Донар (Тор). На ранньому етапі формування вірувань важливу роль відігравав бог законності Тіваз, але у північногерманських (скандинавських) народів він трансформувався в бога Тора й відійшов на другий план. Одночасно з цим більш видну роль став відіграти бог родючості Фрейр, разом зі своїм жіночим аналогом Фрейєю або без неї, в залежності від вподобань послідовників культу. Поширення інших богів мало неоднорідний характер та залежало від багатьох чинників. Наприклад, відомо, що образ бога Вотана, якого Тацит називав Меркурієм, на землях Південної Німеччини майже не зустрічався, але серед англосаксів та лангобардів він фігурує на першому плані. Різні назви одного й того ж божества, в минулому, створювало для дослідників перешкоди. На цьому тлі ставилися під сумнів взагалі існування культу Бальдра, Гемдалля, Локі та деяких інших богів. Виникають труднощі при відокремленні скандинавських Рінді, Герди, Менглад від німецьких богинь Перхти, Гульди та інших. Невирішеним залишається питанням самостійності їх образів чи можливості існування побічної форми та імена від однієї головної, прадавньої богині. Показовим є приклад Фреї, образ якої, ймовірно за все, створений перенесенням від інших богинь рис та характеристик уособлених в одній постаті. Нижче наведена інформація про головних та другорядних богів, відомості про яких дійшли до нашого часу.

### Головні боги

#### Туїсто

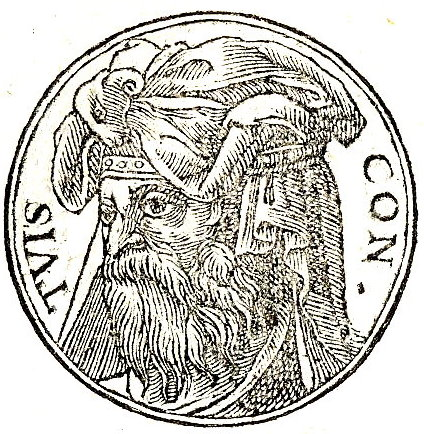
Зображення Бога Туїсто з книги гравюр «Promptuarii Iconum Insigniorum» (1553)

Туїсто — войовничий бог неба, бог-батько германців. Його ім'я етимологічно відносять до старонорвезького «tvistr» («двоїстий», що деякими дослідниками тлумачиться, як «двостатевий»), ведичним «dvis» та латинським «bis». Він є батьком Манна. Відомості про нього стали відомі завдяки працям Тацита. За його словами інформація про Туїсто взята з текстів давніх пісень. Згідно з ними від Туїсто походять всі германські племена, але він не герой, а є бог. Римський історик називає Туїсто «бог, народжений землею» (лат. deus terra editus). У формі імені «Tuisco» простежується корінь tiv, основне значення якого — «небо». «Tuisco», тобто «Tvisco», цілком може бути похідною формою від більш повного імені «Tivisco». Своєю чергою «Tvisco» або означає «небесний» (лат. coelestis) або є похідним від «Tiv», що могло бути ім'ям іншого, більш давнього божества. Туїсто, таким чином, за своїм значенням і положенням відповідає давньогрецькому Урану. Як зазначає Грімм, багато в германській міфології безповоротно втрачено, а ті відомості, які залишені римськими істориками та дослідниками, є адаптовані до сучасності. Серед всіх описаний богів римляни залишили оригінальні імена лише для Туїсто, Маннуса (Манна) та Алькса. Всі інші боги та герої носять імена-аналогії «на римський лад».

#### Манн

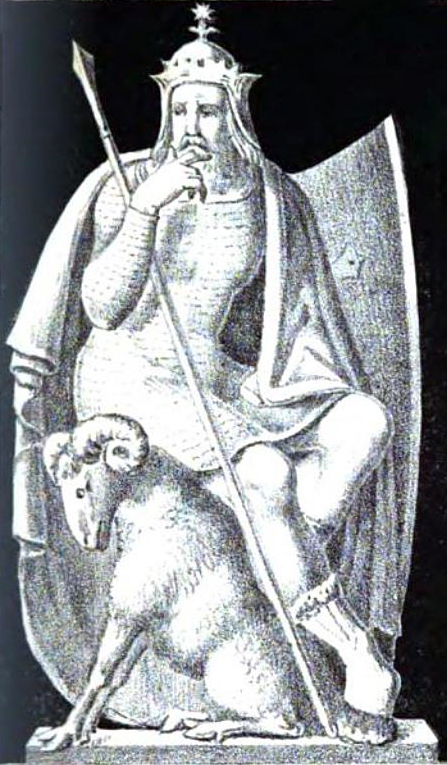
Пізня інтерпретація стародавнього бога Ціо, в якій він вже залишився без руки, став богом війни (маючи спис) та нове ім'я — Тюр

З повідомлень Тацита германці досить сильно шанували Манна, син Туїсто, який вважався прабатьком племен. Його образ має підтверджену паралель, де він постає в одному ряду зі стародавнім індуїстським божеством — Ману. Варто зазначити, що ім'я Манн (лат. Mannus) — це чисто німецьке ім'я. Як в римського історика, так і в скандинавських джерелах просліджується відносно мало відомостей про нього. Манн — це перший німецький герой, син бога й батько людей. Саме від його трьох синів (або, за деякими іншими джерелами, п'яти) беруть початок три (п'ять або сім) основних племінних гілок. Спогади про Манна, як про прабатька германців, зберігалися та передавалися аж до Пізнього Середньовіччя. Тацит письмово фіксує міфологічну генеалогію, згідно з якою сини Манна вважалися предками свевів, вандалів та інших племен. Невідомо чи це правда або лише здогадки римського історика, але ці відомості свідчить про те, що вже за часів Тацита вже зрозуміло взаємозв'язок роздріблених германських племен між собою.

#### Ціо
Ціо (Тіваз, Тюр, Херу, Сахснот) — все це різні варіанти імені прадавнього, ймовірно головного, бога неба германських племен. Надалі, перекочувавши в скандинавську міфологію, він отримав другорядне значення й став одноруким богом меча — Тюром. Ціо найстаріший зі всіх німецьких богів і за своїм значенням рівнявся грецькому Зевсу. Початково світлий бог неба за часів Тацита перетворений на бога меча та війни. З ним, схоже, сталося те ж, що з римським Марсом, який спочатку також добрий бог врожайності. Як і в римлян третій день тижня присвячений Марсу так і в германців, з часом, вівторок став ототожнюватися з Ціо (Тюром) й отримав назву «Dienstag», витіснивши попередню — «ziestag/ziostag» (день Ціо). Пізніше до атрибутів цього божества додали стріли, а згодом й меч. Супутником Ціо це вовк Фенрір, якого бог щодня власноруч годував. Одного разу тварина відкусила божеству праву руку, що трапилося, коли за допомогою Ціо інші боги вирішили закувати Фенріра в кайдани. В образі вовка передавалася сутність демона мороку. Таким чином Ціо, стосовно Фенріра, зберігає прадавні риси бога неба, який відбирає світло з темної пащі тварини. Цей епізод жертвоприношення частини тіла демонструє уявлення давніх германців про зміну дня та ночі. Останні залишки культу поклоніння Ціо знайдено у племен, що проживали південніше Балтійського моря. Сакси поклонялися божеству, що мало всі попередні риси Ціо, незабаром перетвореного на бога війни, наділеного магічним мечем та отримавшого нове ім'я — Сакснот.

#### Вотан

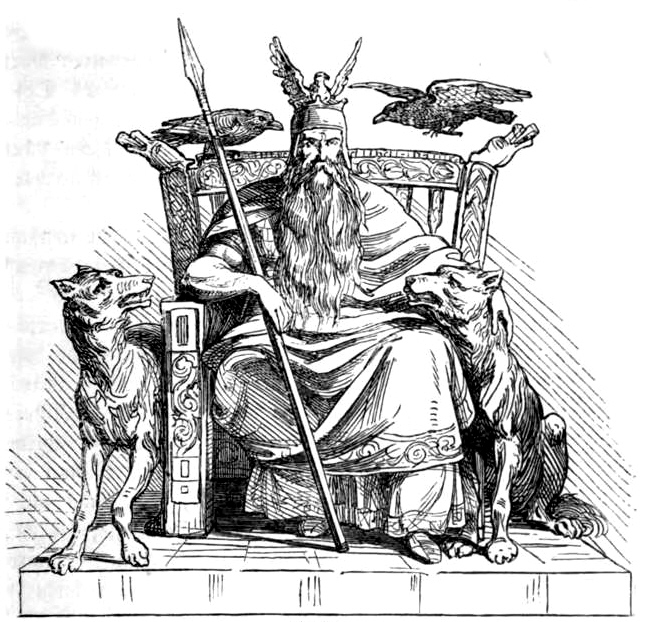
Зображення Вотана в книзі «Святковий рік: за звичаями, традиціями та святами німецьких народів» (1863)

Вотан (також Водан, Вуотан) вважався божеством бурі, вихору. Він зображався старцем, що засідав на високому престолі Глідск'яльв в Глальдсґейму (будинку сяйва) у Вальгаллі, в оточенні дванадцяти асів, що судять навколишніх. Звідти він оглядав дев'ять світів і все, що відбувалося в них. Сам Вотан ніколи не їв, а їжу (м'ясо кабана, що кожного дня з'являлося само по собі) він віддавав своїм вовкам: Ґері (жадібний) і Фрекену (ненажерливий), які служать йому, як собаки. Сам Вотан вживав виключно червоне вино. Біля його голови сиділи два ворони: Хугін (думка) і Мунін (пам'ять), що розповідали про підслухані під час польоту таємниці. На голові у божества зображався золотий шолом, а в правій руці спис Ґунґнір, який завжди потрапляв у ціль. Вчені виявили, що в прадавні часи Вотан у своєму початковому значені це лише бог вітру й бурі. Головним бог він став значно пізніше й отримав символи влади: спис та престол. До цього моменту Вотан є божеством в постійному динамічному русі, скачучи на восьминогому білому коні Слейпнірі, бувши в капелюсі з широкими полями, закутаним в широкий плащ та в оточені духів померлих. Надалі Вотан наділений рисами агресії, войовничості й отримав прізвища «дикий бог битви», «батько війська та перемоги». Відправленню релігійного культу на честь Вотана притаманне вівтарне жертвоприношення не тільки коней, а й людей. На території Тевтобургского лісу Германік Юлій Цезар Клавдіан знаходив прибиті до стовбурів дерев людські черепи. На його думку, це принесені в жертву полонені римські трибуни й сотники. Невідомо коли Вотан почав вважатися ще й богом мудрості, але існувало повір'я, що він пожертвував одне око велетню Міміру аби той дозволив йому напитися з джерела пізнання. Свою владу Вотан отримав завдяки володінню таємничими рунами. Іншою характеристикою божества стало те, що він вважався покровителем померлих і владикою підземного царства. З ним також ототожнюють й понині наявне в Німеччині повір'я про «дике полювання». У північнонімецькій міфології культ Вотана сповідували вожді та воїни, а правителі й знатні особи вважали Вотана своїм покровителем. З ним пов'язаний культ списа, який мав ритуальне значення та за первісними ритуалами передавався від одно до іншого вождя племені. Вважається, що саме від цього божества беруть початок германські прізвища та те, що Вотан є родоначальником германських королів.

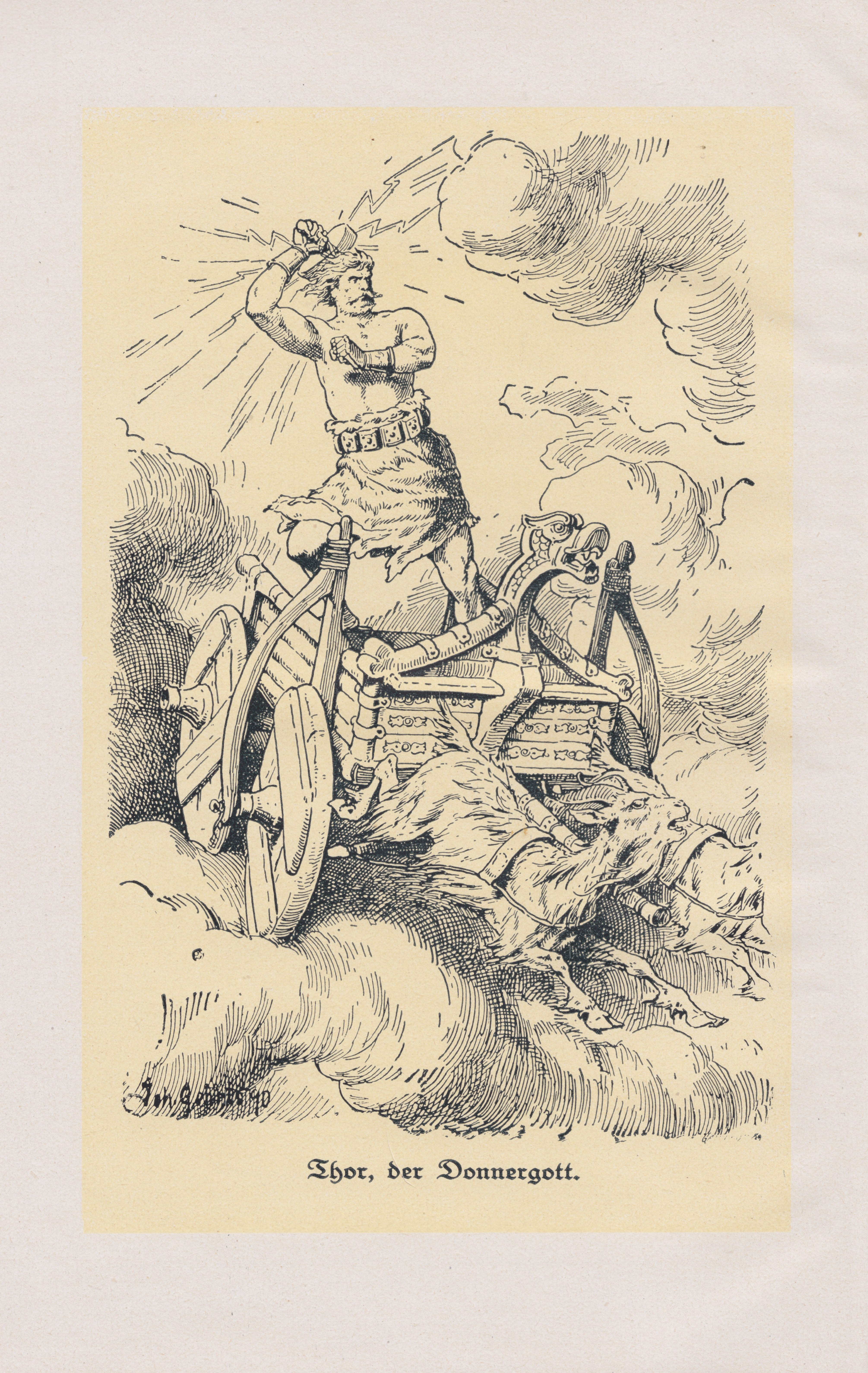
«Тунар» ілюстрація з книги «Götter und Helden der alten Germanen: Der Edda nacherzählt» (1890)

#### Тунар

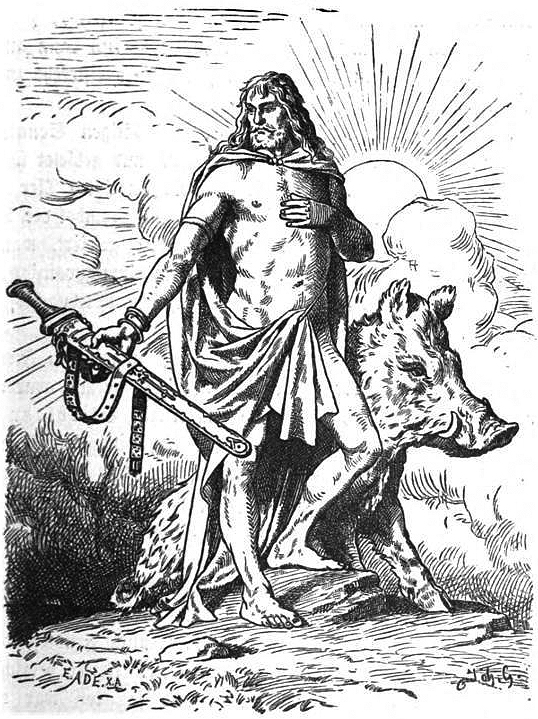
«Фро» ілюстрація з книги Сари Павер Брадіш «Old Norse Stories» (1900)

Божество, що керувало хмарами й дощем, яке присутнє у спалахах блискавок і гуркоті грому звалося — Тунаром (Донаром). Він відігравав велике значення в уявленні германських племен. Ритуальними деревами цього бога є горобина, ліщина та дуб. Тунар вважався старшим сином Вотана, але виховувався не його матір'ю Йордою, а прийомними батьками: Вінгніром та Глорою. Підрісши Тунар перебрався до власної садиби в Асгарді, що мала назву — Трудгейм. Згодом він взяв за дружину золотоволосу богиню Сіф. В уяві германців Тунар є рудоволосим велетнем, наділений великою силою. Зовнішній вигляд доповнював тісний одяг, що обтягав, залізна рукавиця, розпечений молот, що метав блискавки. На відміну від Вотана, що засідав на троні, Тунар багато подорожував, мав власну колісницю яку тягнули два козла. В народній уяві Тунар своєю сутністю мало нагадував батька. Це культурне божество, якому не притаманна звитяга та войовничість. Він також покровитель та захисник людей і худоби, дарував землі родючість. Хоча Тунар і мав потужну силу, але не використовував її для завоювання та спустошення, обмежуючись лише боротьбою з велетнями чи іншими злими силами природи, що стали породжені хаосом. Саме через це в уяві багатьох племен Тунар мав славу «селянського божества» й шанувався менше ніж войовничий Вотан. Однак, це не завадило германцям досить тривалий час поклонятися йому. Показовим є те, що навіть у восьмому столітті сакси при хрещенні повинні клястися, що відрікаються від Вотана, Тунара і Сакснота. За часів поширення римської культури на германські племена відбулося змішання Юпітера з Тунаром. Завдяки цьому п'ятий день тижня отримав ім'я громовержця Тунара — доннерсдаг (четвер). Відголос поклоніння культу Тунара просліджувалися досить довгий час: Різдво Івана Хрестителя перенесли на день літнього сонцестояння, а німецькі князі організовували та брали участь в дійствах навколо вогнищ. В обох випадках таке святкування присвячувалися шануванню божества Тунара.

### Фро
За припущенням Грімма готи, алемани, франки й сакси ще в першому столітті нашої ери могли шанувати божество Фро (нім. Froho, нім. Fráuja, нім. Frouwo, нім. Fraho), яке в більш пізні часи скандинави називали — Фрейр. Фро є божеством полювання, зачаття, родючості та літа. Пам'ять про нього залишилася в німецькій мові, де його ім'я прослідковується в похідних словах «Fron» (панщина) і «frönen» (відбувати панщину). В усіх германських племенах ім'я цього божества є відмінним від скандинавського «Freyr». В давньоверхньонімецькій мові повна форма його імені мала вигляд «Frouwo» (господар, пан), що згодом забута й замінена словом «truhtîn». Проте, корінь, що позначає божественність або особу земного правителя зберігся у зверненні «frô min!» (пане мій!). Його супутником став священний вепр із золотою щетиною, якого часто зображали на гребенях шоломів, на випічці та інших святкових стравах. Щорічно зображення божества Фро з почестями провозили різними містам. Його вважали добрим і милосердним богом, на противагу Ціо та Вотану, з притаманним їм войовничим характером. Якоб Грімм припускав, що божество Фро могло мати в народному уявленні й жіночий аналог у вигляді богині «Frouwa», ім'я якої, в певному розумінні, трансформувалося в «Frau» (пані). На відміну від германського Фро, скандинавський Фрейр є повелителем дощу та сонця, шанувався, як бог родючості. Могутнього Ньерда, володаря вітру та моря, скандинавські племена називали батьком Фро.

### Другорядні боги

#### Берхта
У Швабії, Ельзасі, Швейцарії, Баварії та Австрії зустрічалися згадки про богиню, яка за своєю суттю схожа з Гольдою. Її називали пані Берхта (нім. Frau Berchte), що зі давньоверхньонімецької мови означало — «сяюча, блискуча, благородна». Саме значення імені вказує на добру сутність богині. У Франконії й подекуди Швабії, цю богиню називали «Hildaberta» (поєднання імен «Гольда» і «Берта») або «Bildaberta» Однак, з часом її почали зображати злою та формувати моторошний зовнішній вигляд. Берхта почала вважатися жахливим чудовиськом, яким лякали дітей. Грімм вважає, що Берхта демонізована послідовниками християнства навіть більше ніж Гольда. Також він вказує на тотожність цих богинь й підкреслює, що вони навіть з'являлися в один і той же час — на святки між Різдвом і Новим роком. Один із цих днів відводився для шанування Берхти й на стіл обов'язково подається спеціальна страва — вівсяна каша з оселедцем (у тюрінгів кнедлі за рецептом «zemmede» й оселедець). Відсутність саме цієї їжі приводила Берхту в ярість. В багатьох регіонах Німеччини переказували розповіді, що розлючена богиня може розпороти живіт, набити його соломою й зашити залізними ціпками (замість ниток) за допомогою леміша (замість голки). Як і Гольда ця богиня мала відношення до ткаль. Її роль зводилася до того, що Берхта псувала пряжу тих ткаль, які вчасно не закінчили роботу й залишили пряжу на останній день.

#### Гель
До нашого часу дійшли досить поверхневі відомості про богиню Гель (прагерм. Helja, нім. Hel). Такі дослідники, як Грімм, Леманн, Мелетинський вважають, що її постать слід розглядати у двох значеннях: як узагальнене «царство мертвих» та як володарку цього царства. В скандинавській міфології її батьком вважають Локі. Той факт, що Гель вважалася дочкою Локі, говорить про те, що з часом скандинавський міф, ймовірно, став поширеним серед германських племен. Спочатку Гель не є ані уособленням смерті, ані злою богинею взагалі: вона не вбивала і не катувала, а лише брала душі померлих й утримувала їх у своєму житлі. З цього епізоду, надалі, розвинулася ідея про певне жахливе місце. Германці, що прийняли християнство, могли перенести стародавню назву місця й ім'я богині на біблійне пекло. Ймовірно з того часу в народній уяві вона почала мала вигляд сурової жінки-велетня, половина обличчя якої є чорною (за іншою інформацією — синьою), а інша — білою. Таким чином пояснювався перехід від зимового періоду до літнього. З часом, її образ почали трактуватися лише з негативної сторони й, таким чином, Гель стала похмурою богинею смерті та пекла. Їй приписували напади на людей та харчування мозгом. Додатково Гель вважалася володаркою велетенського вовка Фенріра, який повинен зжерти сонце під час кінця світу.

#### Нерта
Богиня врожаю та покровителька родючості Нерта, за Тацитом, їде на возі запряженим коровами. На Півночі Європи в період бронзової доби шанували богиню Клейто. Це ім'я попри те, що греками описує історію Атлантиди, не є грецьким за походженням. Надалі воно могло отримати серед германських племен звучання «Хлейто» (славетна). Дослідники виражають припущення, що згодом серед цих племен «Хлейто» трансформувалося в «Нерта» та стало уособленням богині-землі. Як і свого часу грецька Клейто жила на острові, так і Нерта мала свій особистий храм, який розташований на острові у Північному морі.

#### Ідіс
Відомостей про цю богиню зовсім мало, але Тацит у своїй праці «Германія» згадує її, як божество сімейного затишку. Римський історик називає її Ісідою, та дивується, що германським племенам вона відома та має багато прибічників свого культу. Тацит прямо вказує, що плем'я свенів (можливо свеїв) відправляють цій богині людські жертвоприношення. Її зображення з неодмінним атрибутом барком наражали його на роздуми про заморський шлях потрапляння цієї богині до германських племен. Надалі дослідники та вчені вказали на хибність думки Тацита. За стародавню єгипетську богиню Ісіду він сприйняв давно відому для германців місцеву богиню, співзвучною — Ідіс. Вона шанувалася, як богиня сімейного затишку та кохання, а барк свідчив про те, що додатково вона могла стати покровителькою мореплавців.

#### Гольда
У народних казках і переказах пані Гольда (нім. Hulda, нім. Holle, нім. Hulle, нім. Holl) зображувалася, як вища істота, добра й милосердна до людей. Гольда майже ніколи не злилася й виходила з себе лише у випадку, якщо бачила розлад у родині. Очевидно, що серед усіх германських племен шанування цієї богині особливо поширене серед гессенці й тюрингів. Разом з тим у Швабії, Швейцарії, Баварії, Австрії, Північній Саксонії й Фрисландії імені «Гольда» не знали. Гольду уявляли, як небесну істоту, що охоплює та слідкує за всією землею та літає у повітрі. Коли розпочинався снігопад вважалося, що це летить пір'я з подушок, які вона спушує. Власне ця богиня керувала снігом, так само як Тунар — дощем. Улюбленими місцями богині є озера та джерела й опівдні її можна зустріти в образі прекрасної білої пані, що після купання у водоймищі — зникає. Щоб потрапити в житло Гольди смертним потрібно пройти через водоймище, яке мало спеціальну назву — «wazzerholde». Інколи ця богиня їздила на возі. Гольда вважалася покровителькою ткачів, оскільки її священною рослиною є — льон. З часом, ймовірно після прийняття християнства, серед германського населення почав поширюватися образ Гольди, як лиховісної жінки. Її неодмінними супутниками стала ватага відьом. Політ цих жінок спочатку називали «поїздка Гольди» (нім. Hollefahren), а потім — «політ відьом» (нім. Hexenfahrt) й лякали ним неслухняних дітей. Колись зовні чарівну богиню почали змальовувати як: «бридку, стару, довгоносу, з пасмами довгого волосся, що стирчало в різні сторони». Про людину з непричесаним волоссям почали говорити, що вона: «проїхалася зі свитою Гольди».

#### Остара
В сучасній німецькій мові квітень має одну зі стародавніх назв — Ostermonat (пасхальний місяць) В текстах давньоверхньонімецької мови зустрічається слово «ôstarâ», яке частіше стоїть у множині, оскільки Великдень відзначається протягом двох днів (ôstartagâ та aostortagâ). Дослідники вважають, що власне слово «Ostarâ» за прадавніх часів належало до божества, культ якого настільки вкоренився в побуті, що християнізація не змогла його викорінити. Натомість назва перейшла до щорічного свята Воскресіння. Давньоверхньонімецьке «ôstar» означає рух в напрямку сонця, що сходить. Ще одне подібне слово «austr» існує в давньоверхньонімецькій, давньоанглійській «eástor» та готській мовах. В «Едді» під ім'ям Austri описується дух світла, істота чоловічого роду, а його жіночий аналог міг би мати назву — Austra. У верхньогерманських племен, особливо саксів, існувала тільки жіноча форма божества — Ostara, Eástre. Таким чином, Остара скорше ще й божеством зорі, сходу сонця, а її поява несла з собою радість і благодать. Саме тому свято так легко пов'язати зі християнським воскресінням Христа. В розумінні германців в день богині Остари (Великдень) слід запалювали багаття, а сонце, підіймаючись вранці — тричі підстрибує й танцює від радості. Вода, зібрана вранці в цей день, вважалася особливою й цілющою. В первісних уявленнях в цей день на землю поверталася весна, а серед скель дівчата в білому одязі відправляли обряди на честь культу богині Остари.

## Обряди та побут

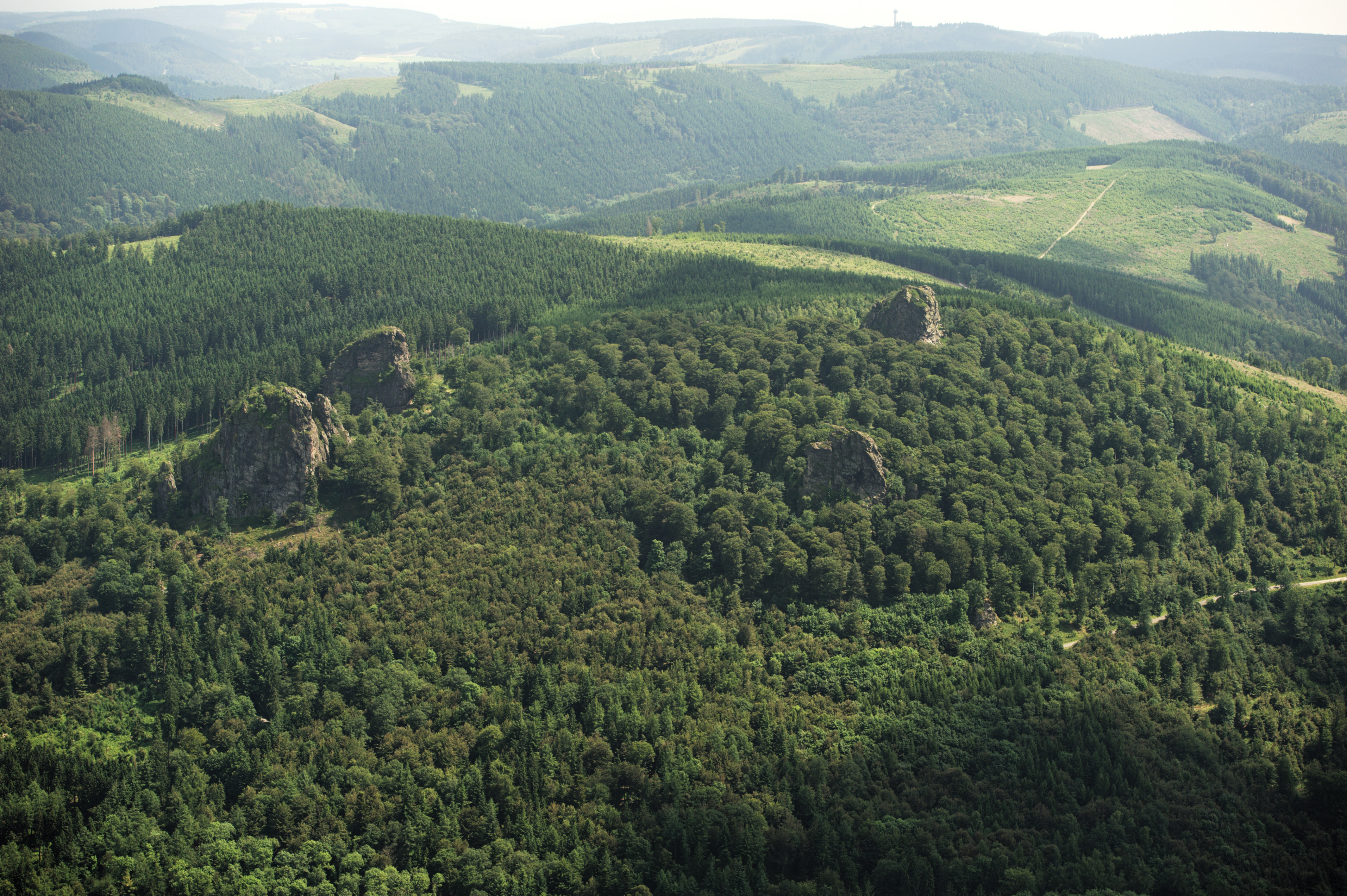
Браухгаузерштайн — чотири монолітні камені, що слугували святилищем для прадавніх обрядів. Розкопки проведені в 1990-х роках

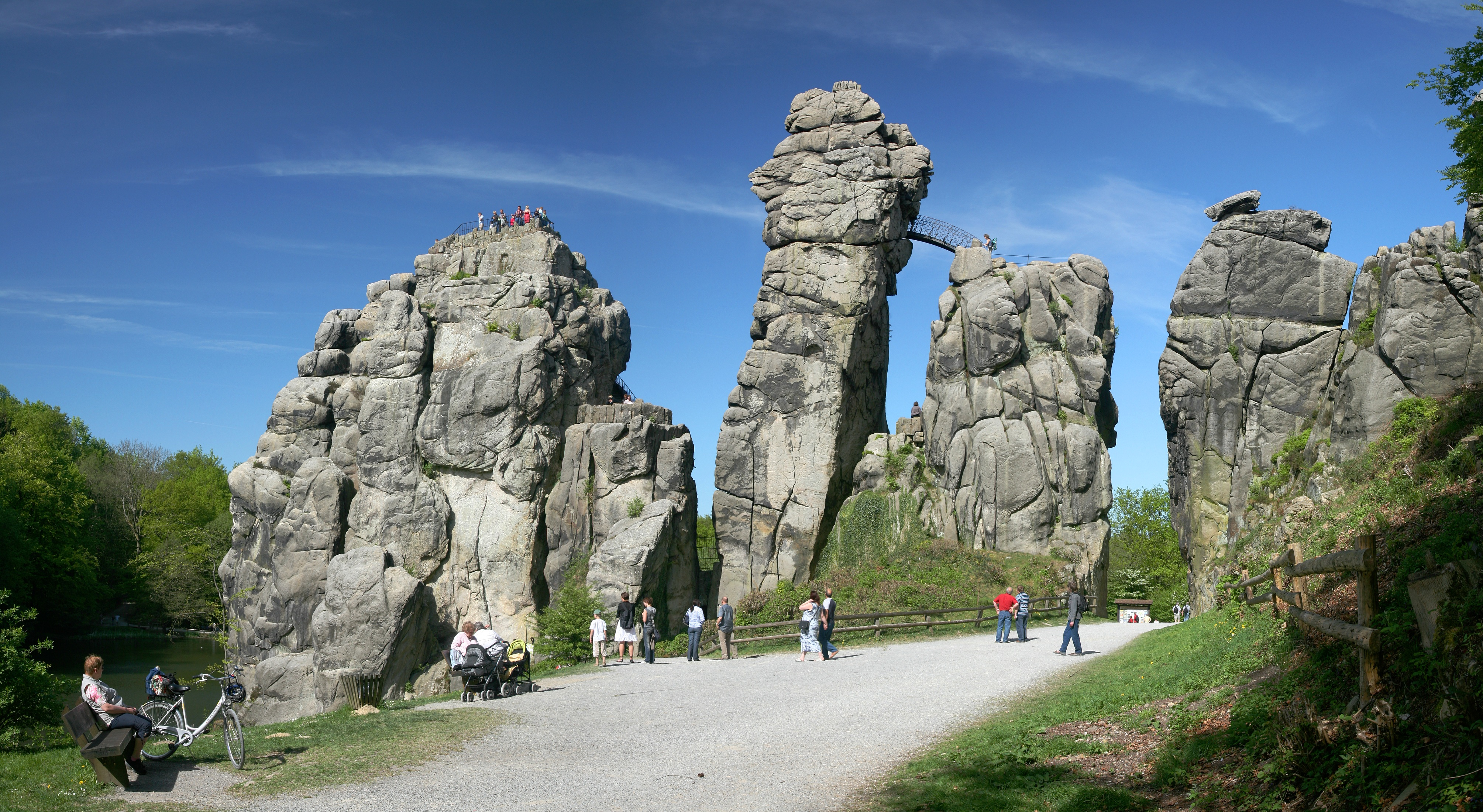
Екстернштайн — група монолітних каменів, що розташовані в Тевтобурзькому лісі поблизу річки Везер

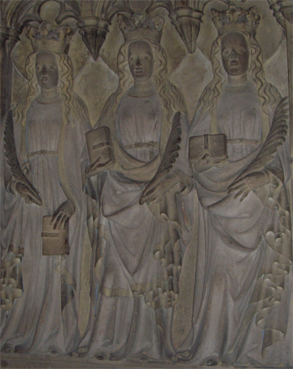
Осучаснене зображення трійці богинь Бет (Вормський собор)

За інформацією Гая Цезаря в Записках про Галльську війну (Книга XI), германські племена не мали верховних жерців та друїдів, до ритуалів байдужі та не справляють їх, а жертвоприношення не практикують. Разом з тим Тацит у своїх відомостях про германські племена надає іншу інформацію. Згідно з нею північні племена приносили в жертву верховному богові Вотану людей, але це явище доволі рідкісне. Напроти, тварин приносили в жертву іншим богам досить активно. Підтвердженням своїх слів Тацит приводить наступний випадок. Кімри та тевтони перед битвою провели ритуал та пообіцяли принести своєму богові покровителеві всю здобич. Після перемоги вони справили жертвоприношення: всі полонені разом із тваринами вбито, а матеріальні цінності розбиті на шматки та викинуті в річку. Наступного разу масове жертвоприношення провели після битви в Тевтобурзькому лісі, де германці вбили всіх полонених, в першу чергу командирів. Тацит, а з часом й інші дослідник підтвердили його слова, розповідав про давній ритуал вбивства певних категорій людей, де останніх топили в «жертовних болотах». До них відносили зрадників, боягузів, крадіїв та інших вагомих злочинців. Деяких з них попередньо вішали, а згодом кидали до озера чи болота, а інших відразу топили. Цей ритуал сягає корінням в часи до нашої ери, коли на тому етапі розвитку міфологічного світогляду люди вважали озера та річки пов'язаними з підземним світом богів та мерців.
Особливе значення германці надавали створенню та облаштуванню святилищ. У Вестфалії знайдено залишки кам'яних статуй навколо святилища. Найвідоміші з них знаходилися на гірського масиву Іштенберг (святилище чотирьох каменів Браухгаузерштайн) та Екстернштайн (гірський масив в Тевтобурзькому лісі). В дохристиянські часи вказані місця слугували як місцем збору для розв'язання питань, так і для відправляння обрядів. Після навернення германців до нової релігії досить довгий час християнські священники не могли викорінити традицію відвідування та шанування святилищ. Перші відомості про Екстернштайн, які стали відомі широкому загалу, відносяться до 1904 року, коли в журналі «Niedersachsen» опубліковано статтю Е. А. Мюллера під назвою «Екстернштайн». В ній автор розповідає, що, у дитинстві його батьки, під час християнських свят, а особливо день Івана Хрестителя, брали його до Екстернштайну, щоб проводити релігійні ритуали. Це явище досить поширене й цілі поселення брали участь в таких дійствах. Таким чином до святилища стала прикута увага загалу, що дало поштовх для ретельних досліджень. Комплекс Екстернштайн цікавий тим, що він повністю спростовує слова Гая Цезаря про те, що германські племена не мали верховних жерців. На одному із валунів з північної сторони на камені висічене зображення жерця, що безумовно створено в прадавні часи. Його фігура являє собою людину з митрою на голові, що в прадавній традиції підкреслює зв'язок носія з потойбічним світом. Також, при облаштуванні святилища та відправленні ритуалів мала бути чітка система знань, які не могли не передаватися від покоління до покоління.
Свій вклад в дослідження прадавніх вірувань германців вніс міністр науки, мистецтв і освіти Пруссії — Бернгард Руст. Завдяки його дослідженням стало відомо, що германські племена, що майже весь вільний час займалися мисливством та військовою справою, паралельно проводили певні ритуали. За їхнім переконанням аби пришвидшити появу нового оленя, голову попередньо впольованої тварини з почестями ховали в найближчих водоймах. Таким чином вони намагалися допомогти душі оленя вселитися в голову та відродитися вже новою твариною. Інші племена топили в найближчій до їхнього поселення річці або озері цілу тварину, щоб отримати прихильність божества, ім'я та сутність якого залишається невідомою. При розкопках дослідники знаходили статуетки та різні приладдя, які, ймовірно, використовувалися при відправленні культових обрядів. В одній із печер гірського масиву Швабський Альб знайдено фігурки на половину людини, а на іншу — тварини. Ці гібридні образи, скоріше за все, призвані ототожнювати собою божественних створінь, а сама печера слугувала культовим місцем.
Доктор історичних наук Отто Гефлер досліджуючи побут германців дійшов наступного висновку. Чоловіки, які займалися мисливством, об'єднувалися з іншими в певні «чоловічі союзи», направлені й на відправляння релігійних ритуалів також. Під час дійств групи мисливців виконували танці, переслідуючи на меті впасти в екстаз та зв'язатися зі світом мертвих. Обладунки та маски, що використовувалися під час цього, слугували атрибутами переходу від світу людей до царства богів, від живих до мертвих, від світла до темряви. Такий ритуал справлявся на честь Вотана, що уособлював собою міць, войовничість, хоробрість. Гефлер та доктор історичних наук Рудольф Мух дійшли висновку, що ці дійства германців, які перебували в стані екстазу, стали основою для багатьох міфів. Саме тому, за переконанням австрійських вчених, культ і релігійні ритуали є первинними щодо міфології, а не навпаки.
З часом, коли германські племена поступово почали переходити від мисливства до осілого образу життя, серед них почав зароджуватися культ поклоніння трьом богиням — трійці Бет. Їх зображали висіченими на кам'яних плитах, як трьох жінок із кошиками, плодами чи рогами. Археологи знаходять вирізані з каменю чи інших матеріалів ляльки, які уособлювали кожну з богинь Бет. До них зверталися за допомогою та проводили ритуали переважно жінки, що просили багатого врожаю та здоров'я для дітей. Археолог та історик Адольф Шелль досліджував філологічний зв'язок між спільним ім'ям трьох богинь «Бет» та словами просити (нім. bitten), молитися (нім. beten) та заговорювати/зачаровувати (нім. böten). Культ поклоніння цим богиням, які за Шеллем могли мати імена Амбет-Вільбет-Борбет, поширений в Нижній та Верхній Баварії, Тіролі, Ельзасі та інших регіонах. До нашого часу дійшли назви населених пунктів, що містять приставку «-бет»: Бетенбронн, Бетенгаузен та інші. Три богині Бет уособлювали собою навколишню світову дійсність: землю, сонце, місяць. Надалі, коли германські племена прийняли християнство, культ поклоніння трійці богинь поступово згасав, а пам'ятки про них залишилися в жіночих іменах, що давали при народженні дітям. Подекуди їх зображали на пряниках, які, наприклад, баварці дарують на Різдво один одному.

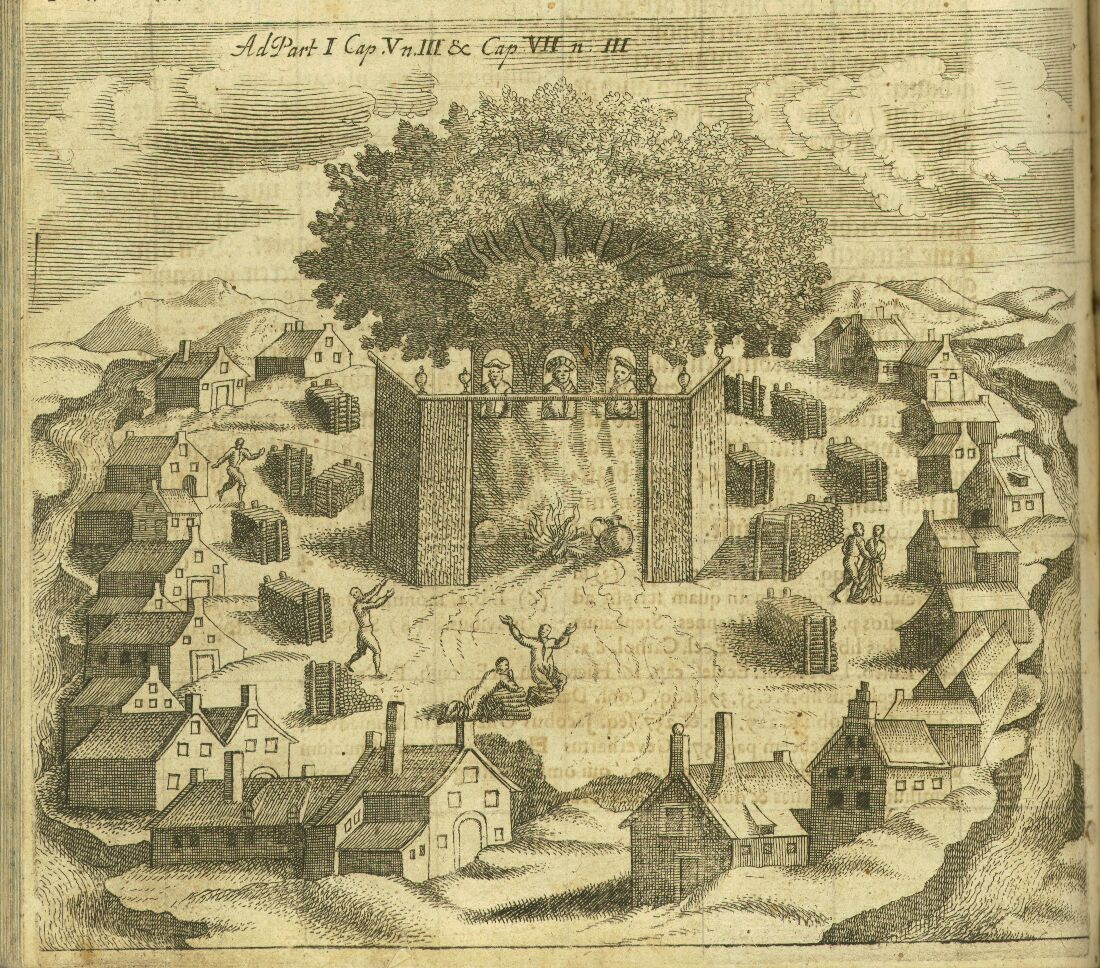
Ромува — капище зі священним дубом пруських племен.

Особливе місце при проведенні релігійних та повсякденних ритуалів займали дерева та інші рослини. Релігієзнавець Якоб Вільгель Гауер виявив, що упродовж всієї історії германських племен священне дерево не стало лише одним, а змінювалося під впливом різних обставин. Приблизно в період між дев'ятим та сьомим століттям до нашої ери особливо шанувалася ліщина. Інший дослідник-германознавець Торстен Еверт Карстен хоча й згоден з Гауером, але пропонував інший часовий відрізок — VI—V століття до н.е. В одному обоє дослідників сходяться: в цей час, що відомий як післяльодовиковий період, території від півночі до центру Європи цілком займали ліщинові чагарники, які стали більш схожі на ліси (оскільки відрізнялися особливою висотою та не схожі на сучасні кущі). Гауер називає цей період «час ліщини» (нім. Anzyluszeit). Вона оспівувалася в фольклорних піснях, горіхи збиралися про запас на зиму та допомагали вижити до весни, місця проведення поєдинків та судів огороджувалися парканом із ліщини. Існують розрізнені відомості про шанування давніми германцями «духу горіха», що уособлювався в зміях, які жили в горіхових чагарниках. Ритуальним символізмом виступала біла змія, що уособлювала собою мудрість в міфології багатьох народів. Надалі германські племена неодноразово змінювали об'єкт шанування й після ліщини ними є: ялівець, береза, ясен, тис, дуб, ялина, липа. Однак, існує думка, що у племен північної Європи кожна сім'я могла мати своє власне тотемне дерево, навколо якого проводили ритуали, щоб отримати захист, допомогу чи наділити жінку вагітністю.
Відомості про християнізацію германців донесли до нас інформацію про те, що за часів Раннього Середньовіччя германські племена шанували вже інше дерево, як священне — дуб. Міссіонер Боніфатій під час навернення населення Півночі Європи відзначився тим, що зрубав віковічний дуб в районі сучасного Фріцлару, який місцеві мешканці вважали деревом самого Вотана. Інший місіонер Адальберт Празький, який намагався християнізувати племена на території Пруссії, навіть поплатився життям. За те, що він зазіхнув на священний дуб та намагався зрубати дерево — місіонера стратили. Підтвердженням цьому стала збережена гравюра XVII століття, на якій зобразили священний дуб та капище прусських племен. Воно являло собою огорожу дерева, за яку ніхто окрім жерця не мав права заходити та три кам'яні ідоли, навколо яких палили жертовні вогнища.
Зі священними місцями та деревами пов'язане й ворожіння, яке серед германських племен є значно поширене та займало важливе значення. Тацит повідомляв про два відомі йому види ворожіння: за птахами й ворожбитними палицями. Далі римський історик розповідає, що жерці (лат. civitalis) відламують від плідного дерева (до таких германці відносили навіть бук, дуб, бузину, ялівець, горіх) гілку, розрізають її на шматки, які позначають певними знаками й розкидають абияк на білій тканині. Потім жрець (в справах племені) або голова сімейства (в справах приватних) помолившись богам і дивлячись на небо, тричі бере по одній паличці й на підставі зроблених раніше значків самостійно дає тлумачення. Якщо у відповідь отримували заборону, то в цей день заплановане ні в якому разі не можна це виконувати. Після отримання дозволу, то для пересвідчення потрібно провести додаткове ворожіння за польотом або голосом птахів. В тих же священних гаях і дібровах коштом племені утримували білих коней, які не осквернялися ніякою роботою. Їх запрягали до священної колісниці, яку супроводжували жрець разом з вождем племені, й потім звертали увагу на іржання та пирхання тварин. У свевів за ворожіння були відповідальні літні жінки (лат. matres familiae), які навіть допускалися до вирішення питання про початок війни. Цей факт дозволяє говорити про сильний вплив матріархату всередині племен. Найвідомішою віщункою, завдяки відомостям Тацита, була Веледа з племені бруктерів. Вона своїм пророцтвом надихнула германців на боротьбу з римлянами, й була причетна до змови Цивіліса.

### Монографії
- Hauge M. R. The Biblical Tour of Hell. — London : Bloomsbury T&T Clark, 2013. — С. 203. — ISBN 978-0-56760-496-5.
- Karsten T. E. Die Germanen: Eine Einführung in die Geschichte ihrer Sprache und Kultur. — Wiesbaden : Verlagshaus Römerweg, 2004. — С. 100. — ISBN 978-3937715650.
- Kohn G. C. Dictionary of Wars. — London : Routledge, 2013. — С. 614. — ISBN 9781135954949.
- Kluge F. Etymologisches Wörterbuch der deutschen Sprache. — Berlin : Walter de Gruyter & CO, 1957. — С. 132.
- Krumwiede H-W. Kirchengeschichte Niedersachsens. — Göttingen : Vandenhoeck & Ruprecht, 1996. — С. 633. — ISBN 3-525-55434-6.
- Renn M, König W. Kleiner Bayerischer Sprachatlas. — München : Deutscher Taschenbuch Verlag, 2006. — С. 103. — ISBN 978-3423033282.
- Watts D. Dictionary of Plant Lore. — Elsevier Inc, 207. — С. 184. — ISBN 978-0-12-374086-X.
- Афанасьев А. Н. Поэтические воззрения славян на природу. Опыт сравнительного изучения славянских преданий и верований, в связи с мифическими сказаниями других родственных народов. — М : Тип. Грачева и Комп, 1869. — Т. III. — 841 с.
- Бернд Б. История Германии. — М : Книжный дом "Университет", 2008. — Т. 1 С древнейших времен до создания Германской империи. — С. 787. — ISBN 978-5-982227-256-0.
- Ганина Н. А. Готская языческая лексика. — М : Изд-во МГУ, 2001. — С. 18, 21. — ISBN 5-211-03952-1.
- Гёлль Г. Иллюстрированная история мифологии. — 1884. — С. 36.
- Гримм Я. Германская мифология / Колчигина Д. С. — М : Издательский дом ЯСК, 2019. — Т. 1. — С. 38-40. — ISBN 978-5-907117-30-3.
- Граков В.Н., Моравский С. П., Неусыхин А. И. Древние германцы. Сборник документов. — М : Государственное социально-экономическое издательство, 1937. — С. 226.
- Гребенников В. Триединство дуализма Мира. Духовное эссе. — М : Изд-во Ridero, 2019. — С. 3.3. — ISBN 978-5-4493-1120-7.
- Иванова-Бучатская Ю.В. Plattes Land: Символы Северной Германии (славяно-германский этнокультурный синтез в междуречье Эльбы и Одера). — М : СПб "Наука", 2006. — С. 17. — ISBN 5-02-026470-9.
- Карамазов В. Д. Всеобщая история религий мира. — М : Астрель, 2011. — С. Розділ 3.6. — ISBN 978-5-271-34684-2.
- Кикешев Н. История Евразии. Истоки. Гипотезы. Открытия. — М : Институт мировых цивилизаций, 2018. — Т. 2 Великие исходы. — С. 524. — ISBN 978-5-6041536-7-3.
- Колектив авторів. Русская бесѣда. — М : Типография Александра Семена, 1857. — Т. 4. — С. 122.
- Королев К. Языческие божества Западной Европы. Энциклопедия. — М : Эксмо, 2005. — С. 413. — ISBN 5-699-10775-4.
- Левицький В. В. Основи германістики. — Вінниця : Нова Книга, 2008. — С. 528. — ISBN 966-8609-66-2.
- Манушин Э. А. История человечества. — М : ООО "Издательский Дом Магистр-Пресс", 2003. — Т. 3 VII век до н. э. - VII век н.э. — С. 668. — ISBN 5-89317-157-8.
- Мѣржинскій А. Ѳ. Ромове: археологическое изслѣдованіе. — М : Типографія Г. Лисснера и А. Гешеля, 1889. — С. 116.
- Нечкасов Е. Приближение и окружение. Очерки о Германском Логосе, Традиции и Ничто. — М : Издательсик дом ЯСК, 2020. — 46 с. — ISBN 978-5-94244-073-2.
- Покровский М. М. Цезарь Гай Юлий. Записки / Короленкова А. В. — М : ОЛМА-ПРЕСС Инвест, 2004. — С. 119. — ISBN 5-94848-086-0.
- Руденко Е. М. Введение в германскую филологию. Курс лекций. — Минск : ЭБ БГУ: Общественные науки, 2013. — С. 120.
- Тодд М. Варвары. Древние германцы. Быт, религия, культура. — М : Центрполиграф, 2005. — 223 с. — ISBN 5-9524-1493-1.
- Токарев С.А. Религия в истории народов мира. — М : Политиздат, 1986. — 582 с.
- Торп Б. Нордическая мифология / Кондратьев А. — М : Вече, 2004. — С. 3. — ISBN 0978-5-9533-1938-6.
- Ферхаген Б. Древнейшие боги Европы и продолжение их жизни до сегодняшнего дня / Крюков В. — Тюбинген : Граберт-Ферлаг, 1999. — С. 68-69.

### Статті
- Король Д. О. Формування язичницького світогляду давніх германців: (спроба етно-хронологічної реконструкції) // Наукові записки НаУКМА: Теорія та історія культури. — 2000. — № 18. — С. 46-54. Архівовано з джерела 31 серпня 2021. Процитовано.
- Кофлер Д. Ф. Міфологічна образність еддичних текстів як форма вираження світоглядних уявлень давньоскандинавських племен // Наукові праці Кам'янець-Подільського національного університету імені Івана Огієнка. Філологічні науки. — 2011. — № 27. — С. 162.
- Крайнев В. В., Зиньковская И. В. К вопросу о начале христианизации готов в IV веке // Вестник ВГУ. Серия: История. Политология. Социология. — 2017. — № 3. — С. 53-54. — ISSN 1995-5480. Архівовано з джерела 31 серпня 2021. Процитовано.
- Хряков А. В. Теория германского континуитета О. Хефлера в немецком научно-политическом пространстве третьего рейха // Вестник Кемеровского государственного университета. — 2015. — № 63. — С. 95-99. — ISSN 2078-8983.
- Школяренко В. І. Мовна картина світу давніх германців // Науковий вісник кафедри ЮНЕСКО КНЛУ. — К, 2007. — № 14. — С. 87–94. — (Філологія, Педагогіка, Психологія: збірник наукових праць). Архівовано з джерела 31 серпня 2021. Процитовано.